# Asarum caulescens
Asarum caulescens är en piprankeväxtart som beskrevs av Carl Maximowicz. Asarum caulescens ingår i släktet hasselörter, och familjen piprankeväxter. Utöver nominatformen finns också underarten A. c. geroensis.